# De la tierra a la luna (Misión Apolo)
 De la tierra a la luna (Misión Apolo) es una película en blanco y negro de Argentina dirigida por Guillermo Fernández Jurado que se estrenó el 16 de julio de 1969.

## Sinopsis
Se trata de una película documental presentada por el Servicio Cultural e Informativo de la embajada de los Estados Unidos producida por la Secretaría de Cultura de la ciudad de Buenos Aires y el Teatro Presidente Alvear. El montaje estuvo a cargo de Fernández Jurado con la colaboración de la Cinemateca Argentina en base al material proporcionado por la NASA.
El tema del filme es la conquista del espacio desde el primer vuelo suborbital tripulado por Alan Shepard hasta el lanzamiento del Apolo 11.